# Jan Mrocheń
Jan Mrocheń (ur. 30 października 1905 w Nowej Wsi Królewskiej – obecnie część Opola, zm. 3 listopada 1976) – polski stolarz i polityk komunistyczny pochodzenia niemieckiego, poseł na Sejm Ustawodawczy oraz Sejm PRL I kadencji.

## Życiorys
Pochodził z Grudzic, z zawodu stolarz. Należał do Komunistycznej Partii Niemiec. W czasie poprzedzającym plebiscyt śląski dokonał napadu na Polakach. Odpowiadając przed sądem deklarował: Wysoki Sądzie! Najpierw jestem Niemcem, a potem komunistą. W 1945 organizował Polską Partię Robotniczą w Opolu. Następnie wstąpił do Polskiej Zjednoczonej Partii Robotniczej. W latach 1950–1953 był zastępcą przewodniczącego, a następnie do 1956 przewodniczącym Prezydium Wojewódzkiej Rady Narodowej w Opolu. W 1948 objął mandat posła na Sejm Ustawodawczy po zmarłym Janie Koju (z okręgu Opole), a w 1952 na Sejm PRL I kadencji (z okręgu Prudnik). W parlamencie zasiadał w Komisji Administracji Rządowej i Samorządowej, Komisji Konstytucyjnej oraz w Komisji Gospodarki Komunalnej i Mieszkaniowej. W 1951 pracował jako przedstawiciel Urzędu do spraw Wyznań, prowadził akcje przeciw Kościołowi Katolickiemu, w tym akcję „X-2”. Od 1957 obejmował kierownicze stanowiska w zakładach przemysłowych w Opolu, na emeryturze wchodził w skład Prezydium Kontroli Partyjnej przy Komitecie Wojewódzkim PZPR w Opolu.
Odznaczony Krzyżem Kawalerskim Orderu Odrodzenia Polski.
Pochowany na cmentarzu komunalnym w Opolu.

## Upamiętnienie
Mrocheń był patronem ulicy na Jasionowym Wzgórzu w Prudniku. Po demokratyzacji, patronem ulicy został ksiądz Karol Koziołek.